# Скуле Бордсон
Скуле Бордсон (на старонорвежки: Skúli Bárðarson) е норвежки ярл, претендент за трона на Норвегия през 1239 – 1240 г. Роден ок. 1189 г., той е син на Борд Гутормсон и Рагнфрид Ерлингсдатер и полубрат на крал Инге II Бордсон. В условията на изтощителната гражданска война в Норвегия оспорвал кралската власт на Хокон Хоконсон независимо, че през 1225 г. се съгласил неговата по-голяма дъщеря Маргарет Скулесдатер да се омъжи за Хокон Хоконсон с цел да се постигне някакъв компромис между двете воюващи страни. Това не се случва. През 1239 г. Скуле Бордсон успява да убеди Тинга в Тронхайм да го избере за конунг, но през май на следващата година е разбит окончателно от войските на Хокон Хоконсон и потърсва убежище зад стените на манастира Елгесетер в Тронхайм. По заповед на Хокон Хоконсон обаче манастирът е изгорен, а Скуле е убит. Със смъртта на Скуле Бордсон епохата на гражданските войни в Норвегия отива към своя край.

## Семейство
Скуле Бордсон е женен за Рагнфрид Йонсдатер, от която има три дъщери:
- Маргарет (1208 – 1270), омъжена през 1225 г. за крал Хокон Хоконсон;
- Ингрид, омъжена за ярл Кнут Хоконсон;
- Рагнфрид